# Турнеја (филм)
Турнеја је српски филм из 2008. године, за који је режију и сценарио урадио Горан Марковић. Снимање филма је започето крајем 2007. године у Републици Српској, на локацијама у Шамцу, Дервенти, Приједору и Козарској Дубици, а завршено је крајем фебруара 2008.
Премијера филма Турнеја Горана Марковића је одржана 8. октобра 2008. године у Великој дворани "Сава центра".
Светска премијера филма била је на филмском фестивалу у Монтреалу.